# Demarco (Musiker)
Demarco, bürgerlich Colin Demar Edwards (* 1982 in Portmore, Jamaika), ist ein jamaikanischer Dancehall- und Reggae-Künstler, Produzent und Deejay.

## Leben
Demarco besuchte die Ardenne High School in St. Andrew. Dort war er im schuleigenen Soundsystem, das den Namen „Future Disco“ trug. Hier entdeckte er seine Liebe und Leidenschaft für die Musik. Mit der Zeit entwickelte er sich zur Hauptfigur im Soundsystem, bis er schließlich bereits mit 15 Jahren im legendären Cactus Night Club auftrat.
1998 verließ er Jamaika und zog nach New York. In Baltimore brachte ihm ein Freund das Musikmachen bei. Anfangs hatte er nicht genug Geld, um sich eigenes Equipment leisten zu können. Daher suchte er sich mehrere Jobs, bis er schließlich genug Geld für ein Heimstudio beisammen hatte.

## Musik
Demarco wurde bekannt durch seine Hits „Duppy Know Ah Who Fi Frighten“, „Fallen Soldiers“, „True Friends“ und „Show It (So Sexy)“. Er arbeitete mit mehreren berühmten Dancehall-Künstlern, wie z. B. Bounty Killer und Elephant Man zusammen und produzierte 2004 den Top Speed Riddim und 2008 den Big League Riddim. Seinen größten Erfolg hatte er dann im Jahre 2009, als er den Stress Free Riddim produzierte, auf dem nicht nur mehrere bekannte Musiker Songs veröffentlichten, sondern auch er selbst mit dem Lied „She Can’t Wait“ einen Hit landete.

## Diskografie

### Alben
- 2021 – Melody
- 2020 – 2020 Vision
- 2010 – Standing Soldier
- 2008 – Untitled (Promo-CD)

### Riddim Kollaborationen
| - 2011 – Armagiddion Riddim - 2011 – Dash Out Riddim - 2011 – Bottle Party Riddim - 2011 – Dutty Gamez Riddim - 201 – Star Bwoy Riddim - 2010 – Exit 21 Riddim - 2010 – Word A Prayer Riddim - 2010 – Stagalag Riddim - 2010 – Money Tree Riddim - 2010 – The Heat Riddim - 2009 – Stress Free Riddim - 2009 – Troop Riddim - 2009 – Clearance Riddim - 2009 – Go Easy Riddim - 2009 – Dragon Stout Riddim - 2009 – Airwolf Riddim - 2009 – Movie Star | - 2008 – Cool Shade Riddim - 2008 – Rock Steady Riddim - 2008 – Clean Sweep Riddim - 2008 – The Beast Riddim - 2008 – Yaaz Riddim - 2008 – Big League Riddim - 2008 – Waga Waga Riddim - 2008 – Outada - 2008 – Shake Town Riddim - 2008 – Fallen Soldiers Riddim - 2008 – My Life Riddim - 2008 – Trenches Riddim - 2008 – Warning Riddim - 2008 – NYC Riddim - 2008 – Big League Riddim - 2008 – Heat Stroke Riddim - 2008 – Bloody City Riddim | - 2008 – Suppa Charge Riddim - 2008 – Trouble Mekka Riddim - 2008 – Nylon Riddim - 2008 – Silent River Riddim - 2008 – Paradise Riddim - 2008 – Beautiful Lady Riddim - 2007 – Splash Out Riddim - 2007 – Gang War Riddim - 2007 – Jook A Gal Riddim - 2007 – Tremor Riddim - 2007 – Shoot Out Riddim - 2006 – Eye Charm Riddim - 2006 – Sidewalk University Riddim - 2006 – MI6 Riddim - 2004 – Top Speed Riddim - 2003 – Butta Riddim - 2003 – Brainless Riddim |

### Singles
- 2022 – TWERK (feat. Just Brittany, Mirror Ink)
- 2014 – Menage à Trois
- 2010 – I Love My Life (Musikvideo)
- 2010 – Show It (So Sexy) (feat. Craig of Voicemail) (Musikvideo)
- 2010 – Never Gonna Let You Go (feat. Thelma Aoyama) (Musikvideo)
- 2009 – She Can’t Wait (Musikvideo) (Memento vom 10. Dezember 2010 im Internet Archive)
- 2009 – True Friend (Musikvideo) (Memento vom 15. Januar 2011 im Internet Archive)
- 2009 – Kings & Queens (feat. Sizzla) (Musikvideo)
- 2008 – Standing Soldier (Musikvideo)
- 2008 – Our World (feat. Elephant Man) (Musikvideo)
- 2007 – Fallen Soldiers (Musikvideo)

### Features
- 2010 – Push It (feat. Ce’Cile)
- 2010 – Show It (So Sexy) (feat. Craig)
- 2010 – Never Gonna Let You Go (feat. Thelma Aoyama)
- 2009 - 3 Anthem (feat. Delly Ranks)
- 2009 – Hustler (feat. Busta Rhymes)
- 2009 – Paper Chasing (feat. Konshens)
- 2009 – Kings & Queens (feat. Sizzla)
- 2009 – Woman Problem (feat. Mister G)
- 2009 – Can I (feat. Etana)
- 2008 – Over & Over (feat. Tarrus Riley)
- 2008 – Our World (feat. Elephant Man)
- 2008 – Bad B(w)oy Street (feat. Booba)
- 2008 – Blessings And Multiply (feat. Da'Ville)
- 2008 – For You (feat. Ishawna)
- 2008 – Seen My Gun (feat. Elephant Man)
- 2007 – Nuh Joint Dat (feat. Bugle)

## Videos
- 2008 – Manchester Fiesta 2008, Part 1
- 2008 – Champions in Action, Vol. 1
- 2008 – Teen Splash 2008, Vol. 2

Konzertaufzeichnungen u. a. auch von Mavado, Bounty Killer, Busy Signal, Shaggy & Beenie Man.